# Alessi Rose
Alessandra Rose Jones (Derby, 27 de octubre de 2002) es una cantautora británica. Ha lanzado los EP Rumination as Ritual y For Your Validation, habiendo escrito ambos sobre su TOC, y fue telonera de la gira de 2024 de Noah Kahan. Su música ha sido descrita como indie pop y pop rock. Se inspira en mujeres músicas como Taylor Swift y Gracie Abrams y ha sido miembro de Loud LDN.

## Carrera
Alessandra Rose Jones nació el 27 de octubre de 2002 en Derby, en Tierras Medias Orientales. Comenzó a escribir poesía angustiante cuando tenía 13 años y estudió poesía en la universidad de Londres. Comenzó a subir videos a YouTube cuando tenía 13 años y luego a una cuenta de Instagram creada específicamente para poder bloquear a todo su grupo de año. Aprendió producción musical por su cuenta hacia el final del confinamiento por la pandemia de COVID-19 en el Reino Unido con una versión pirateada de Logic Pro X y una Mac muy vieja, y lanzó su sencillo debut, «Say Ur Mine», de composición y producción propia, en junio de 2023. En octubre siguió con «Hate This Part», una canción sobre dejar su ciudad natal, antes de tocar en su primer show, como telonera de Ella Jane. En enero de 2024, lanzó una tercera canción, «Eat Me Alive», una canción de pop alternativo. En abril y julio también había lanzado el sencillo «Break Me» y el EP Rumination As Ritual; este último incluía «Crush!», una canción que involucra fantasías sobre un enamoramiento. Ese mismo agosto, apoyó a Noah Kahan en la fecha de Belfast de su gira de 2024.
En septiembre de 2024, lanzó «Oh My», una canción de pop alternativo sobre el nerviosismo al abrirse a una nueva pareja El mes siguiente, anunció su segundo EP, For Your Validation, y lanzó «Imsochillandcool», una canción sobre los sentimientos que tenía por una expareja que había entablado una nueva relación, junto con un video. Otro sencillo, «Pretty World», fue escrito durante sus primeros shows en vivo sobre lo que sintió inmediatamente después de terminar un concierto, y fue lanzado en diciembre de 2024. Ese mes, firmó con Warner Chappell Music y fue incluida en la lista Breakthrough 2025 de Ticketmaster junto a Myles Smith, Orla Gartland, Sammy Virji, Sienna Spiro y Swim School, quienes describieron sus obras como indie pop. En enero de 2025, lanzó «Start All Over», una canción sobre querer que la persona que te gusta dé el primer paso y el cuarto sencillo de For Your Validation, seguido de «Don't Ask Questions». Ese mismo mes también lanzó For Your Validation, que recibió críticas positivas de Dork y UCLA Radio, y que contenía los cinco sencillos y «IKYK». Para celebrar su lanzamiento, invitó a un pequeño grupo de fanes y cuentas stan al azar a una fiesta de escucha. En febrero, se anunció que apoyaría a Tate McRae durante 20 fechas en su gira Miss Possessive Tour.

## Influencias
Rishi Shah de NME la describió como la «Olivia Rodrigo de Derbyshire», mientras que Emily Savage de DIY escribió que su voz «recuerda un sonido que se encuentra en algún lugar entre Gracie Abrams y Nieve Ella» y Jenessa Williams de The Forty-Five describió «Pretty World» como una combinación de «country, pop barroco y el melodramatismo del emo». Tanto Rumination As Ritual como For Your Validation fueron escritos sobre el TOC de Jones, el primero también explora su tendencia a rumiar y el segundo explora los sentimientos de querer que le digan que es normal. En enero de 2025, la comparaban rutinariamente con Rodrigo y Abrams, aunque Stuart Clark de Hot Press escribió ese mes que su voz le debía tanto a Kate Bush como a Rodrigo y Abrams. En una entrevista de ese mes, Stephen Loftin de Dork describió sus obras como pop rock y Jones afirmó que Abrams la inspiró a hablar abiertamente de su TOC, quien había sido igualmente sincero sobre el suyo, habiéndola descubierto en 2016 a través de Instagram Explore. Las imágenes de Rumination As Ritual se inspiraron en The Virgin Suicides.
Mientras crecía, Jones también era fan de las letras extravagantes, como las de Kate Bush y Lorde, de «artistas que aman los puentes y las canciones largas y líricas» como Taylor Swift,  y de Chappell Roan. Las biografías de redes sociales de Jones han hecho uso de la frase «Si la gente no quiere que escriba canciones sobre ellos, no deberían hacer cosas malas», una cita que Swift usó para prefaciar las presentaciones de «Forever & Always» durante su Fearless Tour. En una entrevista de abril de 2024 con Laura Molloy de NME, afirmó que también estaba «fuertemente influenciada» por el teen pop imbuido de poder femenino que había sido popular en la década de 2000 y Molloy escribió sobre Jones que estaba «ansiosa por abrazar el desorden inherente a las chicas a través de himnos pop confesionales y de alto octanaje». Era miembro de Loud LDN a julio de 2023.

## Discografía

### Extended plays
| Título               | Detalles |
| -------------------- | --- |
| Rumination As Ritual | - Lanzamiento: 3 de julio de 2024 - Sello: Hunger Records - Formatos: EP, descarga digital, streaming           |
| For Your Validation  | - Lanzamiento: 17 de enero de 2025 - Sello: AWAL Recordings Limited - Formatos: EP, descarga digital, streaming |

### Sencillos
| Título                | Año  | Álbum                | Ref.   |
| --------------------- | ---- | -------------------- | ------ |
| «Say Ur Mine»         | 2023 | Sencillo sin álbum   | [ 9 ]  |
| «Hate This Part»      | 2023 | Sencillo sin álbum   | [ 9 ]  |
| «Eat Me Alive»        | 2024 | Rumination As Ritual | [ 9 ]  |
| «Break Me»            | 2024 | Rumination As Ritual | [ 27 ] |
| «Lucy»                | 2024 | Rumination As Ritual | [ 28 ] |
| «Oh My»               | 2024 | For Your Validation  | [ 13 ] |
| «Imsochillandcool»    | 2024 | For Your Validation  | [ 15 ] |
| «Pretty World»        | 2024 | For Your Validation  | [ 16 ] |
| «Start All Over»      | 2025 | For Your Validation  | [ 18 ] |
| «Don't Ask Questions» | 2025 | For Your Validation  | [ 29 ] |

### Vídeos musicales
| Título             | Año  | Ref.   |
| ------------------ | ---- | ------ |
| «Say Ur Mine»      | 2023 | [ 30 ] |
| «Hate This Part»   | 2023 | [ 30 ] |
| «Eat Me Alive»     | 2024 | [ 30 ] |
| «Break Me»         | 2024 | [ 30 ] |
| «Crush!»           | 2024 | [ 30 ] |
| «Lucy»             | 2024 | [ 30 ] |
| «Oh My»            | 2024 | [ 30 ] |
| «Imsochillandcool» | 2024 | [ 30 ] |
| «Pretty World»     | 2025 | [ 30 ] |
| «IKYK»             | 2025 | [ 30 ] |

## Giras
Encabezando cartelera
- Alessi Rose Tour (2024)[31]
- For Your Validation Tour (2025)[32]

Acto de apertura
- Ella Jane - Ella Jane Tour (2023)[33]
- Fletcher - In Search of the Antidote Tour (2024)[34]
- Noah Kahan - The Stick Season (We'll All Be Here Forever) Tour (2024)[12]
- Tate McRae - Miss Possessive Tour (2025)[21]
- Dua Lipa - Radical Optimism Tour (2025)[35]